# 優良設計獎
優良設計獎（日語：グッドデザイン賞）是一個重要的國際產品設計獎項。

## 历史
由日本設計振興會在1957年開始舉辦，主要針對國際知名的各式各樣產品進行一年一次公開徵選與評論，最後選出「優良設計獎」並頒發獎章。是日本唯一針對整體設計品質進行公開評鑑的獎項。自獎項開始舉辦以來，累計參與徵選的產品多達3萬件以上，以2006年為例，報名的產品有2900多件。其中大約有700～1300件會進入決選。該獎成立的原應是基於日本經濟產業省在1957年為了解決設計仿冒問題，所訂定的「優良設計商品」準則施行，所配搭舉辦的。

## 外部連結
- METI website（页面存档备份，存于） （英文）
- Japan Industrial Design Promotion Organization (in English/in Japanese)

優良設計獎標誌

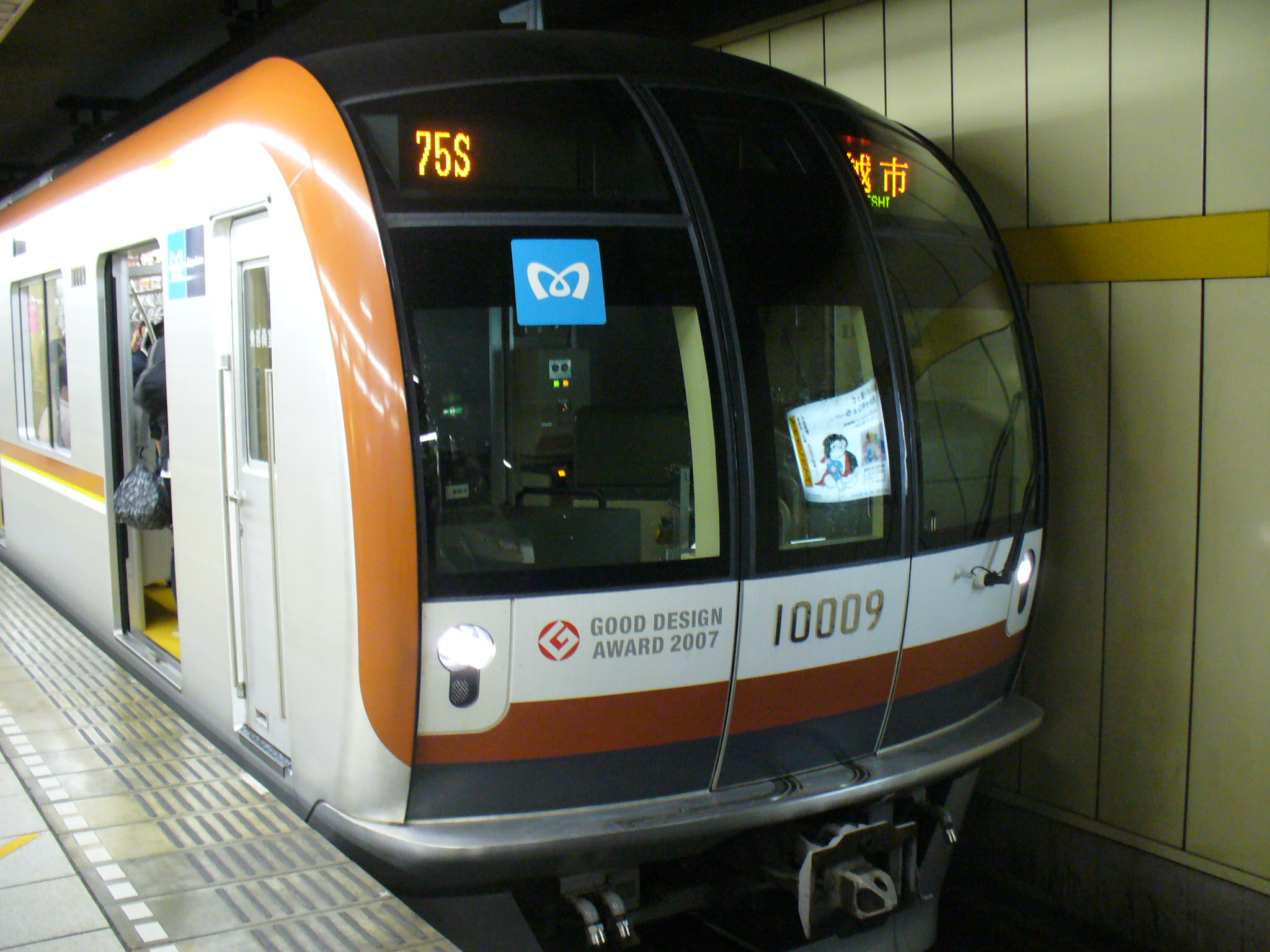
獲得優良設計獎的東京地下鐵10000系電聯車（獎項標誌在車頭下緣可見）

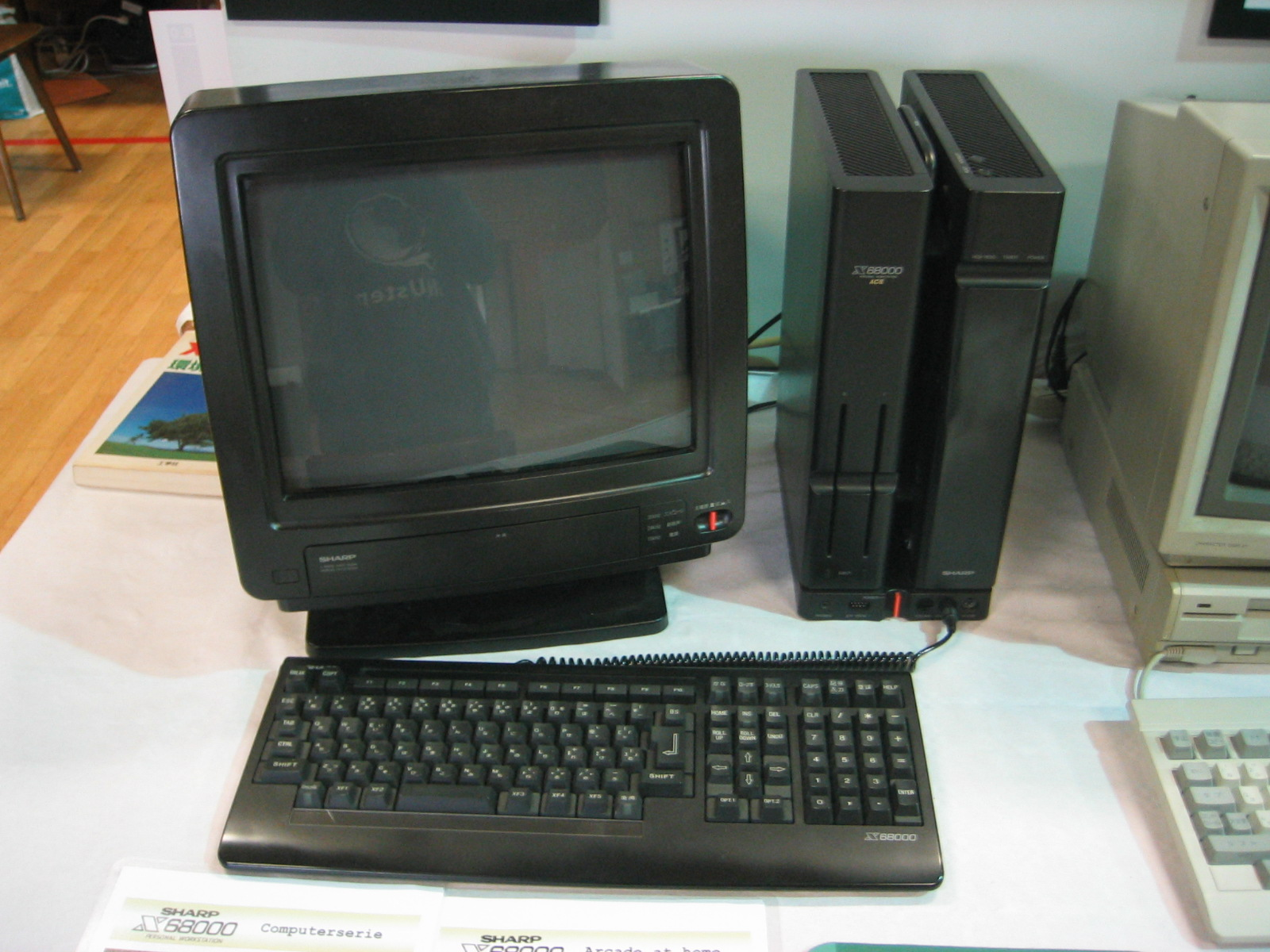
1987年優良设计奖的X68000電腦

- 2013Good Design Award-Gentleman（页面存档备份，存于）